# Roman Kokoško
Roman Volodymyrovyč Kokoško (in ucraino Роман Володимирович Кокошко?; 16 agosto 1996) è un pesista ucraino, ha vinto la medaglia di bronzo ai campionati europei indoor nel 2023.

## Biografia
Da Odessa, Kokoshko è diventato il campione dell'Ucraina il 22 agosto 2019 con un miglior lancio personale di 19,70 m.
Ha iniziato ad allenarsi in Portogallo nel 2021 sotto la guida dell'allenatore ucraino Volodymyr Zinchenko. L'estate successiva ha segnato un nuovo record personale di 21,23 metri in un meeting a Lisbona.
Nel 2022 Kokoshko ha preso parte ai Campionati mondiali di atletica leggera a Eugene, Oregon e ai Campionati europei di atletica leggera a Monaco, ma non si è qualificato per la finale in nessuno dei due eventi.
Kokoshko ha stabilito un nuovo record nazionale di lancio del peso vincendo la medaglia di bronzo ai Campionati europei di atletica leggera indoor del 2023 a Istanbul, il 3 marzo 2023. Ha lanciato 21,84 m per battere il primato stabilito da Oleksandr Bagach nel 1999. Ha ottenuto questo risultato con il suo ultimo lancio nell'evento.
Nel dicembre del 2024 è stato sospeso per la violazione delle normativa antidoping.

## Record nazionali
Seniores
- Getto del peso - indoor: 21,84 m ( Istanbul, 3 marzo 2023)

## Palmarès
| Anno | Manifestazione  | Sede      | Evento         | Risultato | Prestazione | Note             |
| ---- | --------------- | --------- | -------------- | --------- | ----------- | ---------------- |
| 2017 | Europei U23     | Bydgoszcz | Getto del peso | 10º (q)   | 17,35 m     |                  |
| 2019 | Universiadi     | Napoli    | Getto del peso | 17º (q)   | 17,49 m     |                  |
| 2022 | Mondiali        | Eugene    | Getto del peso | 15º (q)   | 20,02 m     |                  |
| 2022 | Europei         | Monaco    | Getto del peso | 13º (q)   | 19,86 m     | [ 2 ]            |
| 2023 | Europei indoor  | Turchia   | Getto del peso | Bronzo    | 21,84 m     | Record nazionale |
| 2023 | Mondiali        | Budapest  | Getto del peso | 29º (q)   | 19,17 m     |                  |
| 2024 | Europei         | Roma      | Getto del peso | 16º (q)   | 19,41 m     |                  |
| 2024 | Giochi olimpici | Parigi    | Getto del peso | 22º (q)   | 19,36 m     |                  |

## Campionati nazionali
- 1 volta campione nazionale ucraino del getto del peso (2019)

2017
- 4º ai campionati ucraini indoor (Sumy), getto del peso - 17,44 m
- Oro ai campionati ucraini under-23 (Kropyvnyc'kyj), getto del peso - 17,34 m

2018
- Bronzo ai campionati ucraini indoor (Sumy), getto del peso - 18,40 m
- Oro ai campionati ucraini under-23 (Bachmut), getto del peso - 18,42 m

2019
- Bronzo ai campionati ucraini indoor (Sumy), getto del peso - 18,82 m
- Oro ai campionati ucraini (Luc'k), getto del peso - 19,70 m

2020
- Bronzo ai campionati ucraini indoor (Sumy), getto del peso - 18,38 m

2021
- Argento ai campionati ucraini indoor (Sumy), getto del peso - 19,26 m
- Bronzo ai campionati ucraini (Luc'k), getto del peso - 18,68 m

## Altre competizioni internazionali
2017
- 7º in Coppa Europa di lanci Under 23 ( Las Palmas), getto del peso - 17,08 m

2018
- 6º in Coppa Europa di lanci Under 23 ( Leiria), getto del peso - 18,00 m
- 5º ai campionati balcanici ( Stara Zagora), getto del peso - 18,53 m

2019
- 8º ai campionati balcanici ( Pravec), getto del peso - 18,30 m

2021
- 10º ai campionati balcanici indoor ( Istanbul), getto del peso - 18,07 m

2023
- Oro in Coppa Europa di lanci ( Leiria), getto del peso - 21,52 m